# Stazione di Uenohara
La stazione di Uenohara (上野原駅?, Uenohara-eki) è una stazione ferroviaria della città di Uenohara, nella prefettura di Yamanashi, e serve la linea linea principale Chūō della JR East. Dista 69,8 km dal capolinea di Tokyo.

## Linee
East Japan Railway Company
■■ Linea principale Chūō

## Struttura
La stazione è dotata di un marciapiede a isola e due binari passanti. Il fabbricato viaggiatori si trova al lato sud delle banchine, ed è collegato ai marciapiedi da un sovrappassaggio con ascensori. La biglietteria presenziata è attiva dalle 7:00 alle 20:00.
| 1 | ■ Linea principale Chūō | per Hachiōji, Shinjuku e Tokyo |
| 2 | ■ Linea principale Chūō | per Ōtsuki, Shioyama e Kōfu    |

## Stazioni adiacenti
| «                 | Servizio          | »                 |
| Linea Rapida Chūō | Linea Rapida Chūō | Linea Rapida Chūō |
| ----------------- | ----------------- | ----------------- |
| Fujino            | -                 | Shiotsu           |